# Phillip Daubner
Phillip Jonas Daubner (* 9. April 1994 in Fürth) ist ein deutscher Basketballspieler.

## Laufbahn
Daubner spielte in der Jugend beim Post SV Nürnberg, dann bei den Franken Hexern, ehe zum TSV Breitengüßbach wechselte. 2012 gewann Daubner mit dem TSV den deutschen Meistertitel in der Nachwuchs-Basketball-Bundesliga. Er spielte auch für den TSV-Partnerverein Regnitztal Baskets sowie zu Saisonbeginn 2013/14 für den FC Baunach in der 2. Bundesliga ProB, der wie Breitengüßbach und Regnitztal zum Nachwuchsnetzwerk des Bundesligisten Brose Bamberg gehört.
Er nahm im Januar 2014 das Angebot der BG Bitterfeld-Sandersdorf-Wolfen an, für die er bis Saisonende 2014/15 in der ProB auflief und zudem im April 2015 dank einer Doppellizenz eine Bundesliga-Partie für den Mitteldeutschen BC bestritt.
Im Juni 2015 wurde Daubner von den Paderborn Baskets aus der 2. Bundesliga ProA unter Vertrag gestellt. Er blieb drei Jahre in Ostwestfalen und wechselte im Sommer 2018 innerhalb der zweiten Liga zum VfL Kirchheim. Im August 2019 unterschrieb er einen Vertrag beim Ligakonkurrenten Nürnberg Falcons BC. 2021 wechselte er zu Phoenix Hagen (auch 2. Bundesliga ProA).
Im Spieljahr 2022/23 verstärkte er zeitweise die Mannschaft Berlin Braves 2000 und trug zum Gewinn des Meistertitels in der 1. Regionalliga Nord bei. Hernach trat er mit den Berlinern in der 2. Bundesliga ProB an.

### Nationalmannschaft
Im Sommer 2010 nahm Daubner mit der deutschen U16-Nationalmannschaft an der Europameisterschaft in Montenegro teil.